# Vodní nádrž Sedlice
Vodní nádrž Sedlice je přehradní nádrž na řece Želivce, která se nachází zhruba 7 km jihozápadně od Humpolce v kraji Vysočina. Byla vybudována během let 1921–1927 pod soutokem říčky Hejlovky a Jankovského potoka, na říčním kilometru 63,35, nedaleko obce Sedlice. Délka hráze v koruně činí 118 m. Přehradní hráz s mostovkou byly v roce 2012 prohlášeny kulturní památkou České republiky.

## Vodní režim
Průměrný dlouhodobý roční průtok (Qa) k profilu hráze činí 2,58 m³/s. Stoletá voda (Q100) zde dosahuje 151 m³/s.

## Využití
Původním účelem nádrže byla akumulace vody pro výrobu elektrické energie ve vodní elektrárně (VE) Sedlice. Hlavní význam nádrže dnes spočívá v zachycení splavenin, které by se jinak dostaly do vodní nádrže Želivka – Švihov, která slouží k vodárenským účelům (zásobuje vodou Prahu). Nádrž se též využívá pro rekreační účely, mívá však v létě špatnou kvalitu vody (sledování KHS Jihlava Archivováno 25. 2. 2014 na Wayback Machine.).

## Geologie a geomorfologie
Zájmová oblast náleží do geomorfologické oblasti Českomoravská vrchovina, celek Křemešnická vrchovina, okrsek Želivská pahorkatina a Humpolecká vrchovina. Horniny moldanubika prekambrického stáří jsou zastoupeny převážně biotitickými a dvojslídovými paralrulami. Pod nádrží Sedlnice se vyskytuje flebit-nebulický migmatit a na pravé straně údolí se místy vyskytuje cordieritická rula. Z geomorfologického hlediska údolí řeky Želivky má erozní ráz místy akumulačně-erozní, údolí je středně hluboké s úzkou nivou sevřenou okolními příkrými svahy. Mezi údolními nádržemi Sedlice a Vřesník je mohutný meandrovitý oblouk s dílčími zákruty.

## Popis
Vodní dílo má tři hlavní části: 
- hráz se silničním mostem
- tlaková štola elektrárny Sedlice,
- vyrovnávací nádrž.

S vodní nádrží souvisí:
- vodní elektrárna Sedlice, která je vzdálená dva kilometry od hráze,
- vyrovnávací nádrž Vřesník, která je severně od nádrže Sedlice.[4][5][6][7]

### Hráz se silničním mostem

#### Hráz
Hráz byla postavena firmou Ing. Hlava a Dr. Kratochvíl z Prahy v období 1925–1927, podle projektu Ing. Josefa Řeřichy. 
Půdorys gravitační hráze je oblouk (proti proudu řeky) o poloměru 180 m s délkou v koruně 118 m. Základy hráze jsou 4 až 6 m hluboké, výška hráze je 26 m od základů (433,98 m n. m.) a 14 m nad vodní hladinou. Celkový objem zdi i s příslušenstvím je 20 000 m³. Na stavbu zdi hráze byla použita žula z lomu, který byl vzdálen dva kilometry v Pšeničném lese, a dovážela se polní dráhou. Povrch hráze je obložen žulovými kvádry, návodní hrana je opatřena do výšky 10 m nade dnem cementovou omítkou s přísadami a ochrannými nátěry. 
Po celé délce koruny je deset nehrazených přelivových polí, které odvádějí vodu při její vyšší hladině. Celková délka přelivové hrany je 86 m a je v nadmořské výšce 447,68 m. Voda přepadává do vývařiště pod hrází, do kterého je sváděna i voda z kaskádových svodnic na obou stranách hráze. Projekt kaskádových stupňů byl modelován v laboratorních podmínkách na dřevěném modelu Prof. Ing. Smrčkem na České technice v Brně.
V hrázi jsou dvě výpusti. První výpust má potrubí o průměru 0,8 m s kapacitou max. 5,86 m³/s. Na návodní straně je opatřena stavidlem s vodotěsnou uzavírkou. Na straně vtoku do vývařiště je výpust osazena dvojicí uzavíracích šoupat. Ovládání je umístěno na hrázi pod vozovkou. Druhou výpust tvoří přívodní štola k turbínám.

#### Most
Nad hrází byl postaven most v duchu meziválečné moderny. Klenutý most je dlouhý 120 m, široký čtyři metry, má deset oblouků s čtyřmetrovým rozpětím. Most je rozdělen stavědlovou věží na dvě části. První má šest a druhá čtyři oblouky. Zábradlí je betonové s římsou ve spodním okraji, povrch betonu je permlovaný. Vozovka je ve výšce 6,22 m nad korunou přepadu hráze (tj. 453,90 m n. m.), je dlážděná žulovými kostkami. Na vjezdové straně od Kletečné je dochovaný plastický nápis stavební firmy, u výjezdu se dochoval pouze letopočet. Mostem vede silnice spojující obce Kletečnou a Sedlice.

### Tlaková štola
Byla vybudována firmou Ing. František Pažout v letech 1921–1927 podle projektu Ing. Josefa Řeřichy ve spolupráci s Ing. Josefem Šestákem a Ing. Zdeňkem Proškem. Štola protíná meandrovitý oblouk mezi vodními nádržemi Sedlnice a Vřesník a má spád 36 m.
Vtokový objekt se nachází ve zdrži 450 m nad hrází na levém břehu pod úrovní bývalého řečiště. Nálevkovitý vtok je opatřen jemným brlením. Za prahem brlení ve zvláštní věži je umístěna stavidlová uzavírka štoly. Ražba proběhla v tvrdém rulovém masívu v délce 882 m s nadložím max. 40 m. Štola je vysoká 2,15 m, široká 2 m a obezděna betonem, v části nesoudržné horniny je provedena armovaná obezdívka. Z tlakové štoly bylo vylomeno cca 4 000 m³ rubaniny a použito na 10,2 t dynamitu.

### Vyrovnávací nádrž
Ve vzdálenosti 25 m od konce tlakové štoly je umístěna vyrovnávací nádrž. Jedná se o šachtu, která vyúsťuje na povrch v domku s ovládacím zařízením nedaleko nad elektrárnou. Šachta byla vyhloubena ve skále a s elektrárnou je propojena tlakovým ocelovým potrubím o průměru 1,8 m, které je zazděno v celé délce 20 m do štoly a ukončeno šoupátkovým uzávěrem. Výstavba nádrže byla ukončena v roce 1928.

## Elektrárna
Hydrocentrála byla postavena na levém břehu řeky Želivky firmou Hrůza a Rosenberg v roce 1925. V interiéru jsou umístěny tři Francisovy turbíny horizontálního provedení dodané firmou František Křižík Praha o celkové hltnosti 8,75 m³/s. Instalovaný výkon činí 2 159 kW.